# 捷克斯洛伐克冰球骚乱
捷克斯洛伐克冰球暴乱指的是捷克斯洛伐克社会主义共和国民众针对1969年世界冰球锦标赛而发起的一系列抗议活动。
華約入侵捷克斯洛伐克后，布拉格之春的政治理想被苏联要求的政策所稳步取代。捷克斯洛伐克民众找不到其他发声途径，只能借助一些虽然显眼但最终没有成效的抗议活动来表达不满。
1969年3月21和28日，捷克斯洛伐克国家冰球队在1969年世界冰球锦标赛上击败苏联国家冰球队。在捷克斯洛伐克全国各城镇，可能一共有50万群众走上大街，欢庆胜利。在一些地方，尤其是布拉格，庆祝活动变成了针对在去年8月华约入侵后仍未撤出的苏联武装力量的抗议示威。第一天晚上，庆祝者开始大声喊出对苏军监控的不满，一边欢庆，一边唱着“他们没带坦克来所以就输了！”等等。第二天晚上，很多抗议者带来了标语牌，上面写着冰球赛的最终比分（4:3），歌词变成了“捷克斯洛伐克4，占领军3！”这些抗议中的大部分都是非暴力的，但依旧一些抗议者袭击了苏军部队。在布拉格，抗议者洗劫了瓦茨拉夫广场边上的蘇聯民航公司办公室，但有人称这些人其实受到了捷克斯洛伐克国家安全局特工的怂恿。
当时的捷克斯洛伐克军队和警察已经被主张强硬路线的共产党高层所完全控制，于是抗议示威就被镇压了。强硬派以该事件为借口，将布拉格之春的残余领导人全部逐出政府。其中，亞歷山大·杜布切克就被迫辞去了捷克斯洛伐克共產黨第一书记职务，取而代之的是在上任后开始实行正常化政策的古斯塔夫·胡萨克。
正常化时代里，捷克斯洛伐克民众将本国冰球代表队与苏联队的比赛视作一种沉默但具有象征意义的抗议方式。警察力量经常处于警戒状态，但从未再次行动。